# Mario Voigt
Mario Voigt, né le 8 février 1977 à Iéna, est un homme politique allemand membre de l'Union chrétienne-démocrate d'Allemagne (CDU). Il est ministre-président de Thuringe depuis le 12 décembre 2024.

## Biographie

### Formation et vie professionnelle
Mario Voigt naît le 8 février 1977 à Iéna.
Il obtient son Abitur en 1995 puis accomplit son service civil à l'unité des soins intensifs de l'hôpital universitaire d'Iéna. Il entreprend ensuite des études supérieures en sciences politiques, histoire moderne et droit public dans plusieurs établissements successifs. Il les conclut par l'obtention d'un doctorat en sciences politiques.
Il travaille notamment comme représentant politique de Siemens à Bruxelles puis de la fondation Konrad-Adenauer à Washington. Il est directeur de la communication de l'entreprise Analytik Jena AG entre 2008 et 2009, ainsi que professeur à la Quadriga Hochschule de Berlin, où il conduit des recherches sur le numérique.

### Parcours politique
À 17 ans, Mario Voigt adhère à la Junge Union (JU), le mouvement de jeunesse de l'Union chrétienne-démocrate d'Allemagne (CDU). Porté en 2005 à la présidence de la JU de Thuringe, il est élu en 2009 député au Landtag. Il prend la direction du groupe parlementaire en 2020, puis est nommé président régional de la CDU deux ans plus tard.
Lors des élections régionales du 1er septembre 2024, pour lesquelles il est chef de file de la CDU, le parti chrétien-démocrate obtient 23,6 % des voix, ce qui en fait le deuxième parti du Land après l'Alternative pour l'Allemagne (AfD).
Ayant formé une coalition « de la mûre » entre la CDU, l'Alliance Sahra Wagenknecht (BSW) et le Parti social-démocrate d'Allemagne (SPD) qui rassemble 44 députés sur 88, il est élu ministre-président de Thuringe le 12 décembre par 51 voix favorables grâce au renfort des voix de Die Linke. À la veille de la session d'investiture, il avait conclu un accord de collaboration avec Die Linke, s'engageant à l'associer aux travaux budgétaires et législatifs afin de s'assurer la majorité absolue. Il forme son gouvernement de neuf ministres, dont deux vice-ministres-présidents, le lendemain.